# Mimosa nuttallii
Mimosa nuttallii là một loài thực vật có hoa trong họ Đậu. Loài này được (DC.) B.L. Turner miêu tả khoa học đầu tiên năm 1994.

## Hình ảnh

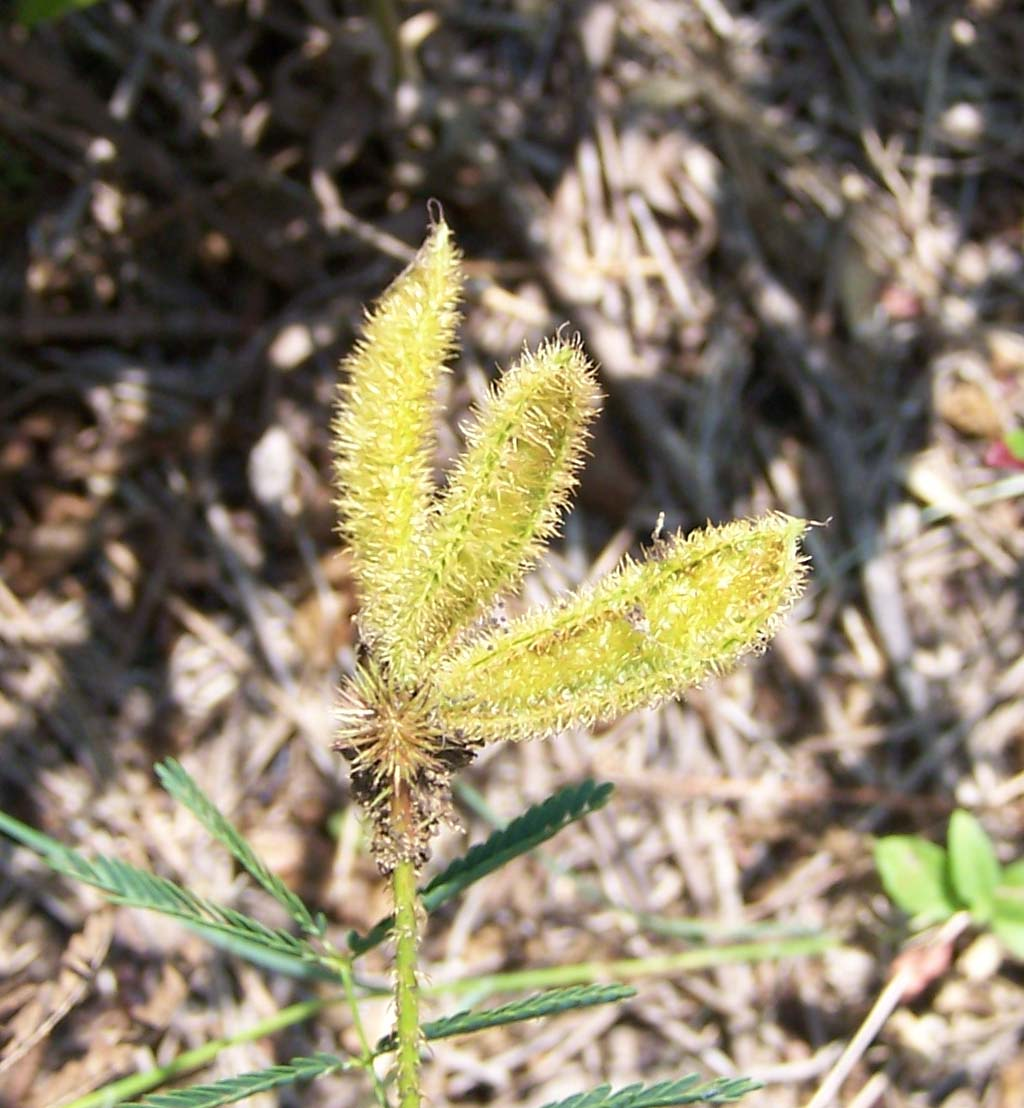